# Johnny Magic
Johnny Magic is een lied dat werd geschreven door Neil Young. Het nummer verscheen voor het eerst in zijn videoclip die een aanzet was tot zijn album Fork in the road (2009). Daarnaast verscheen het op radiosingles in de VS en het Verenigd Koninkrijk. Het lied is een ode aan de autotechnicus Johnathan Goodwin.

## Achtergrond en tekst
Goodwin gaat ook door onder de bijnaam motorhead messiah, vrij vertaald motorfreak-messias. Young noemt deze naam ook in zijn lied. Hij is een autotechnicus die zich specialiseerde in de prestaties van duurzame motoren. Rond 2008 begon Young met hem het project LincVolt. Andersom kende Goodwin de muziek van Young niet voordat hij aan het project begon, en dacht hij te maken te hebben met Neil Diamond.

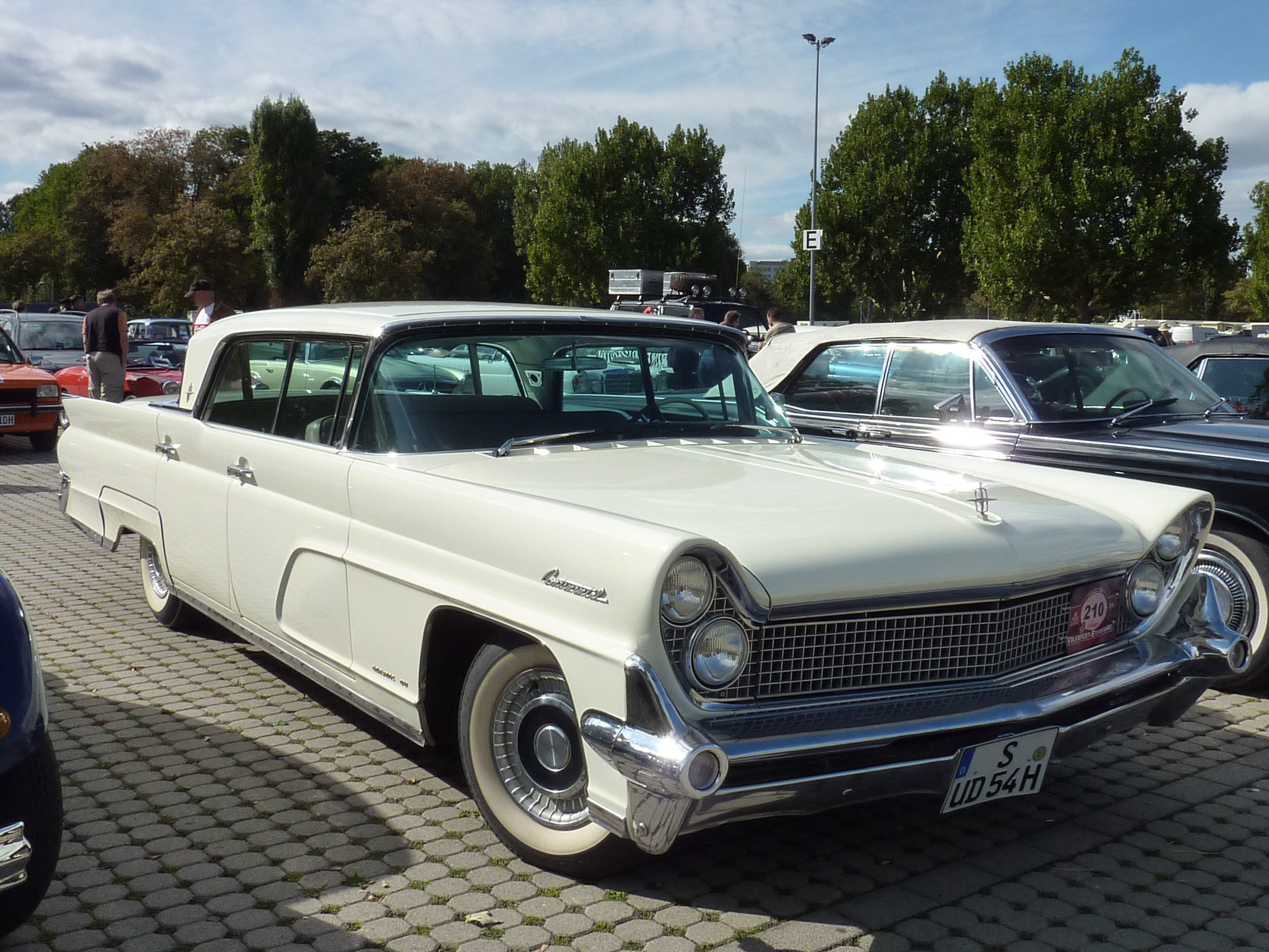
Een Lincoln Continental Mark IV waarover Young zingt

Aan de basis van het project ligt Youngs auto uit 1959, een Lincoln Continental Mark IV. Tijdens het project in Wichita werd deze omgebouwd naar een hybride auto die rijdt op een biodiesel- en een elektromotor. De auto kan nu ver rijden op de elektromotor en de dieselmotor zou weinig CO2 uitstoten. In het project zijn inmiddels meer auto's, busjes en een motor omgebouwd.
In de videoclip speelt Young in zijn auto op een luchtgitaar met een laptop op zijn schoot. Alle nummers op dit album hebben met zijn auto of het LincVolt-project te maken.
Hoewel hij vooral bekend werd om protestliederen over politieke thema's, heeft hij zich wel vaker beziggehouden met andere thema's zoals hier het geval is. Een pure ode aan zijn auto verscheen bijvoorbeeld al heel vroeg in zijn carrière, met Long may you run (1976). Een recenter protestlied over duurzaamheid is bijvoorbeeld het tegen Starbucks gerichte A rock star bucks a coffee shop (2015).